# Чёрненькое
Чёрненькое — село в Пестравском районе Самарской области. Входит в состав сельского поселения Марьевка. 

## География
Находится  у одноименной реки на расстоянии примерно 43 километра по прямой на северо-запад от районного центра села Пестравка.

## Население
По ревизской сказке 1850 года насчитывалось 233 человека.Постоянное население составляло 35 человек (русские 89%) в 2002 году, 29 в 2010 году.